# حالة المنتج الأصلية
حالة المنتج الأصلية ("Mint" الحالة الممتازة)، هي تعبير يُستخدم للدلالة على جودة السلعة المستعملة، كأنها خرجت من المصنع الآن وخالية من العيوب تقريبًا، وفي حالة ممتازة مقارنةً بحالة إنتاجها الأصلية. في الأصل، ارتبطت هذه العبارة بالطريقة التي وصف بها هواة جمع العملات حالة العملات المعدنية. وبما أن اسم مصنع سك العملات هو "دار سك العملة"، فإن حالة "دار سك العملة" هي الحالة التي تكون عليها العملة عند خروجها من دار السك.

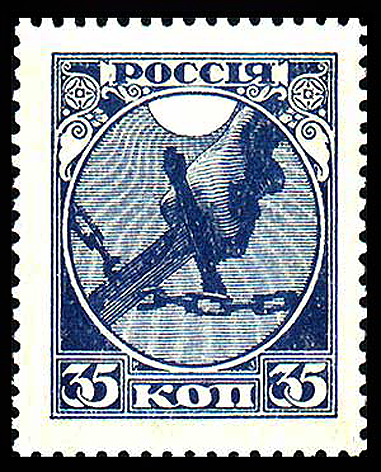
طابع البريد الذي يعود لعصر الثورة الروسية عام 1918، وهو الطابع الأصلي الأقل استخداماً لحد الآن وموجود بحالة جيدة (حالة ممتازة Mint)

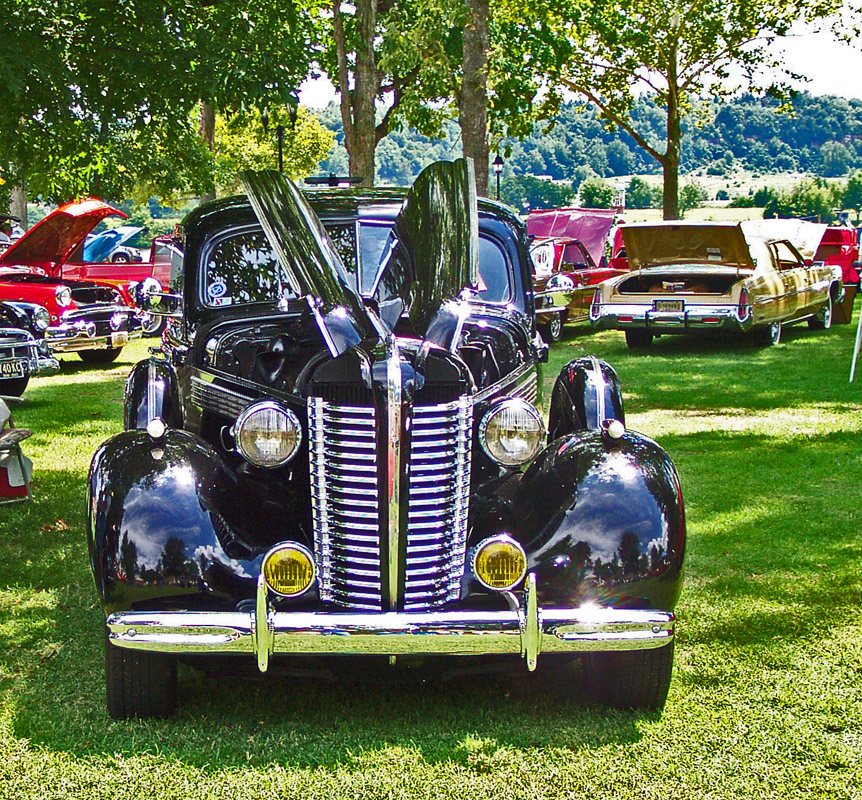
يمكن وصف السيارات القديمة في حالتها المثالية من الإصلاح بأنها في (حالة ممتازة "Mint").

## الاختلافات
يُستخدم مصطلح "حالة ممتازة" لوصف مجموعة متنوعة من العناصر القابلة للتحصيل، بما في ذلك شخصيات العمل، والدمى، والألعاب، والطوابع، والأسطوانات، والقصص المصورة، وألعاب الفيديو، وما شابهها. وقد يختلف معنى المصطلح (الحالة الممتازة) قليلاً في كل منتج أو سلعة. على سبيل المثال، عند وصف بطاقات التداول، يُستخدم مصطلح "حالة ممتازة" لوصف حالتها كما هي عند سحبها من العلبة، بينما يُقصد بمصطلح "حالة ممتازة" أنها جديدة ولكنها مفتوحة. توجد تدرجات مماثلة لمصطلح "حالة ممتازة" لعناصر أخرى قابلة للتحصيل بناءً على خصائصها المحددة. على سبيل المثال، قد يكون طابع بريدي بحالة ممتازة (طابع مطبعة أصلي) أو بحالة جيدة بدون مفصلات.

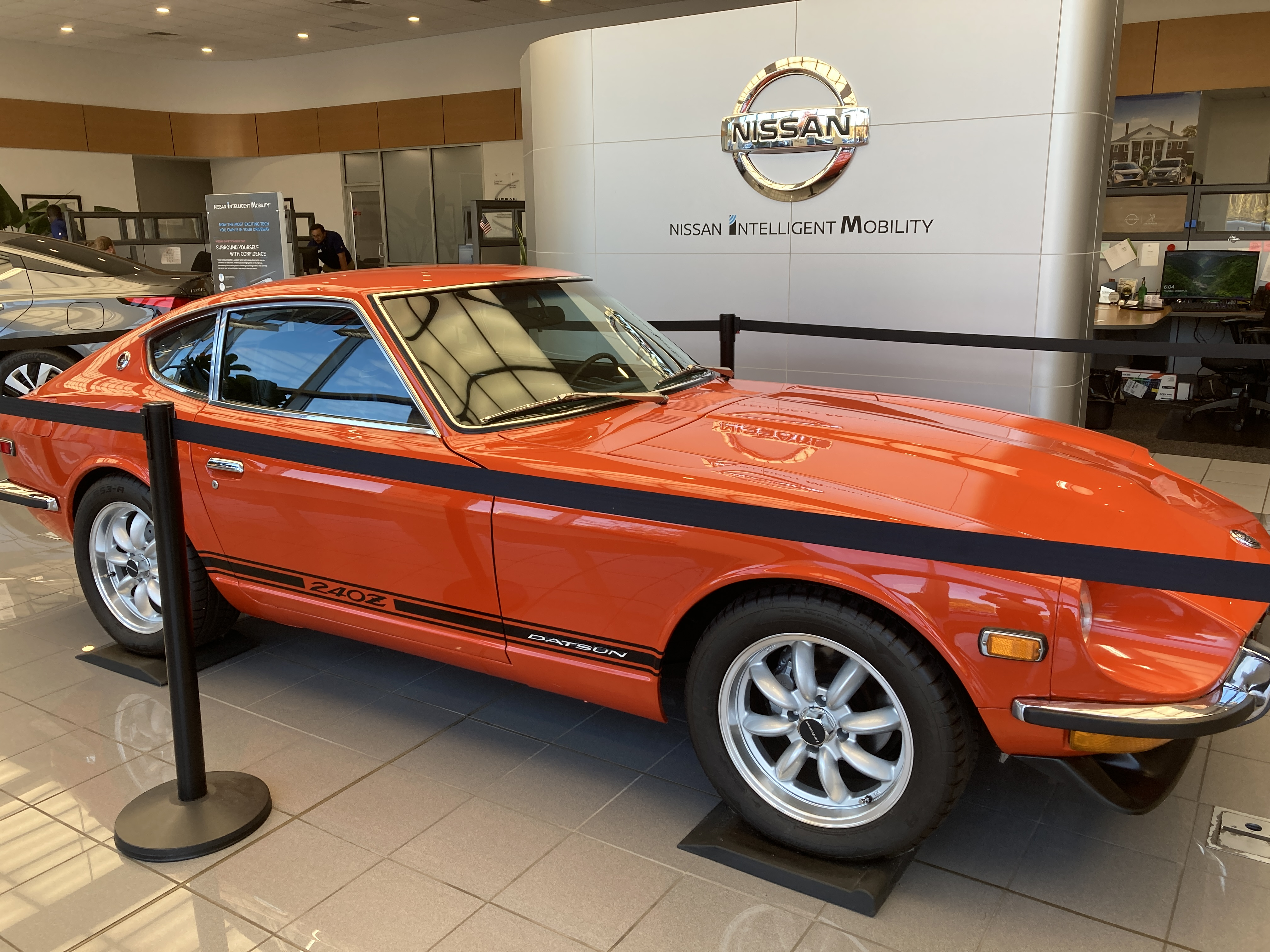
سيارة من نوع داتسون في حالة ممتازة "Mint"

وتختصر الحالة الممتازة بأحرف وتشمل الاتي:
- MIB: منتج بحالة ممتازة
- MIP: منتج بحالة جيدة
- MISB: منتج بحالة ممتازة في علبة مغلقة
- MOC: منتج بحالة ممتازة على البطاقة (للإكسسوارات المباعة مرفقة ببطاقة).
- NRFB: منتج لم يُخرج من العلبة أبدًا.